# Supercoppa italiana (pallacanestro femminile)
La Supercoppa italiana di pallacanestro femminile è un trofeo istituito nel 1996 dalla Lega Basket Femminile che mette annualmente di fronte la squadra vincitrice del campionato contro la detentrice della Coppa Italia.

## Storia e formula
La prima edizione si disputò nel 1996, un anno dopo la omologa maschile. Da allora la competizione si svolge ogni anno, solitamente prima dell'inizio del campionato di Serie A1. Generalmente si gioca in casa della squadra campione d'Italia, con l'eccezione di sei edizioni (dal 1996 al 1999 e nel 2002), in cui la finale si è disputata in una sede designata dalla Lega Basket Femminile. Nel 2019 e nel 2021 la formula adottata è stata quella della Final Four, oltre alle vincitrici di campionato e coppa si sono aggiunte le finaliste delle due competizioni. L'edizione del 2020 ha visto la partecipazione delle prime otto squadre classificatesi nel precedente campionato, interrotto per pandemia.
Nell'eventualità che nella precedente stagione sportiva la stessa squadra avesse vinto entrambi i titoli nazionali, scudetto e Coppa Italia, il regolamento prevede che a contendersi il trofeo siano la vincitrice dello scudetto e la finalista perdente della Coppa Italia. Dalla fondazione della Supercoppa ad oggi, ciò è accaduto in dieci edizioni: nel 1997 (Cariparma Parma), nel 2001 e 2003 (Pool Comense), nel 2005 (Penta Faenza, finalista di campionato in sostituzione di Napoli), nel 2011 (Umbertide), nel 2012 (Famila Schio), nel 2013 e 2014 (Gesam Gas Lucca), nel 2015 (Passalacqua Ragusa), nel 2018 (Gesam Gas Lucca).
In diciassette casi si è imposta la vincitrice dello scudetto, in cinque quella della Coppa. Taranto e Schio sono le uniche squadre ad aver vinto campionato, Coppa e Supercoppa. Parma, Como e Schio invece, hanno vinto la Supercoppa senza aver conquistato campionato o Coppa (sono state ammesse come finaliste di Coppa).

## Albo d'oro
| Edizione | Sede              | Vincitrice               | Finalista                | Risultato      | MVP                 | Note                                                            |
| 1996     | Roma              | Pool Comense             | Famila Schio             | 50 - 44        | -                   |                                                                 |
| 1997     | Milano            | Cariparma Parma          | Pool Comense             | 69 - 58        | Anđelija Arbutina   | Parma finalista di Coppa Italia                                 |
| 1998     | Montecatini Terme | Pool Comense             | Cariparma Parma          | 56 - 54        | Jurgita Štreimikytė |                                                                 |
| 1999     | Alessandria       | Pool Comense             | Famila Schio             | 81 - 74 (d1ts) | -                   |                                                                 |
| 2000     | Catania           | Pool Comense             | Isab Priolo              | 87 - 67        | Raffaella Masciadri |                                                                 |
| 2001     | Casnate           | Pool Comense             | Cerve Parma              | 84 - 57        | Francesca Zara      | Comense finalista di Coppa Italia                               |
| 2002     | Parma             | Meverin Parma            | Pool Comense             | 91 - 66        | Anna Costalunga     |                                                                 |
| 2003     | Taranto           | Levoni Taranto           | Pool Comense             | 69 - 68        | Tangela Smith       | Comense finalista di Coppa Italia                               |
| 2004     | Casnate           | Pool Comense             | Famila Schio             | 62 - 58        | Laura Macchi        |                                                                 |
| 2005     | Schio             | Famila Schio             | Penta Faenza             | 72 - 68        | Raffaella Masciadri | Faenza finalista del Campionato                                 |
| 2006     | Schio             | Famila Schio             | Banco di Sicilia Ribera  | 95 - 78        | -                   |                                                                 |
| 2007     | Napoli            | Phard Napoli             | Germano Zama Faenza      | 59 - 58        | Kedra Holland-Corn  |                                                                 |
| 2008     | Schio             | Umana Venezia            | Famila Schio             | 64 - 52        | Aleksandra Vujović  |                                                                 |
| 2009     | Taranto           | Taranto Cras Basket      | Atletico Faenza          | 65 - 62        | Michelle Greco      |                                                                 |
| 2010     | Taranto           | Taranto Cras Basket      | Famila Schio             | 75 - 72        | Megan Mahoney       |                                                                 |
| 2011     | Schio             | Famila Schio             | Liomatic Umbertide       | 67 - 49        | Liron Cohen         | Umbertide finalista di Coppa Italia                             |
| 2012     | Taranto           | Famila Schio             | Taranto Cras Basket      | 72 - 51        | Giorgia Sottana     | Schio finalista di Coppa Italia                                 |
| 2013     | Schio             | Famila Schio             | Gesam Gas Lucca          | 62 - 53        | Giorgia Sottana     | Lucca finalista di Coppa Italia                                 |
| 2014     | Schio             | Famila Schio             | Gesam Gas Lucca          | 66 - 58        | Iva Slišković       | Lucca finalista di Coppa Italia                                 |
| 2015     | Schio             | Famila Wuber Schio       | Passalacqua Ragusa       | 83 - 54        | Ashley Walker       | Ragusa finalista di Coppa Italia                                |
| 2016     | Schio             | Famila Wuber Schio       | Passalacqua Ragusa       | 67 - 66        | Jolene Anderson     |                                                                 |
| 2017     | Lucca             | Famila Wuber Schio       | Gesam Gas Lucca          | 70 - 54        | Francesca Dotto     |                                                                 |
| 2018     | Schio             | Famila Wuber Schio       | Gesam Gas Lucca          | 75 - 48        | Jacki Gemelos       | Lucca finalista di Coppa Italia                                 |
| 2019     | Schio             | Famila Wuber Schio       | Passalacqua Ragusa       | 61 - 54        | Jillian Harmon      | Dal 2019 al 2023 il trofeo è stato assegnato tramite Final Four |
| 2020     | Schio             | Umana Venezia            | Famila Wuber Schio       | 73 - 64        | Francesca Pan       |                                                                 |
| 2021     | Schio             | Famila Wuber Schio       | Umana Venezia            | 67 - 64        | Kitija Laksa        |                                                                 |
| 2022     | Alghero           | Famila Wuber Schio       | Virtus Segafredo Bologna | 86 - 58        | Astou Ndour         |                                                                 |
| 2023     | Pordenone         | Virtus Segafredo Bologna | Famila Wuber Schio       | 70 - 65        | Lauren Cox          |                                                                 |
| 2024     | Mestre            | Umana Reyer Venezia      | Famila Wuber Schio       | 88 - 81        | Awak Kuier          |                                                                 |

### Titoli vinti per squadra
| Squadra        | Vittorie |
| -------------- | -------- |
| Famila Schio   | 13       |
| Pool Comense   | 6        |
| Taranto Cras   | 3        |
| Reyer Venezia  | 3        |
| Basket Parma   | 2        |
| Napoli Vomero  | 1        |
| Virtus Bologna | 1        |